# 善悪の屑
『善悪の屑』（ぜんあくのくず）は、渡邊ダイスケによる日本の漫画作品。少年画報社『ヤングキング』2014年10号から2016年7号まで連載されたのち、第2部『外道の歌』（げどうのうた）にタイトルを変更して2016年8号から2023年5号まで連載。2025年4月時点で電子書籍を含む累計部数は750万部を突破している。
犯罪に手を染めながらも十分な裁きを受けず反省もしない犯罪者たちへ、被害者に代わって復讐を行う「復讐屋」の鴨ノ目武と島田虎信の物語である。劇中の事件の大半は、現実の事件を脚色している。
スピンオフとして、園田夢二を描いた『園田の歌』が『ヤングキングBLACK』（同社刊）に掲載され、『ヤングキングBULL』（同社刊）での連載を経た後、『ヤングキング』に移籍して2019年21号から2022年4号まで連載。同じく登場人物の1人である榎加世子を主人公にした『朝食会 RISE OF BREAKFAST CLUB』が、『ヤングキングBULL』にて、2020年6月号から連載中。「都市伝説VS殺人鬼」を謳い、殺人鬼の近野智夏を主人公にした『近野智夏の腐じょうな日常』が『ヤングキング』にて、2023年7号から連載中。カモやトラから粛清を受けた外道を描いた『外道外伝』が『ヤングキングBULL』にて、2024年2号から連載中。

## あらすじ
古書店を営むかたわら「復讐屋」を名乗る二人。凶悪犯罪の被害者やその遺族の無念を晴らし、依頼人の心に安らぎが戻るのか。

## 登場人物

### 復讐屋
鴨ノ目 武（かものめ たけし）
本作の主人公。通称：カモ。坊主頭にサングラスをかけ、常にゼブラ柄のパーカーを着用する。サングラスは室内にいる時や就寝時であっても着用しており外すことは滅多にない。額に傷跡がある。語尾に「だねえ」をつける特徴的な喋り方をする。
普段は「カモメ古書店」の店主。無口かつ無愛想で常に感情をほとんど出さず、ターゲットに対し拷問じみた制裁を加える際にも顔色ひとつ変えない冷徹さを見せる。一見冷酷非情に見えるが、依頼人に遠回しながら激励の言葉をかけたり、加害者に直接制裁を加えたい被害者遺族に「一生背負うことになる」と忠告するなど不器用ながらも犯罪被害に遭った人々を救おうとする人情もある。反面、悪人に対しては一切の情けをかけず、同情の余地が無いと判断すれば相手が未成年者や女性であろうと凄惨な拷問を加えることにも躊躇がない（カモ曰く「屑は皆平等に殺す」）。また、後述の過去から子供に危害を加えた加害者に対しては特に容赦のない制裁を行う。本人はこの過去に触れられることを嫌っており、第2話で加害者への制裁の最中にそのことで水を差してきたトラに対し、彼を壁に叩きつけ、「仕事の最中に二度と娘の話をするな」と睨みつけている。
かつては団地で妻と娘と共に暮らし、建設関係の仕事に就いていたが、強姦目的で押し入ってきた男に妻子を暴行されて殺害された。その後、犯人の男が警察官僚の息子であっため、警察の動きがなかなかうまく進まず、自ら非合法に殺害したことをきっかけに彼の亡き父親が経営していたカモメ古書店に移り住み、復讐代行を請け負うようになった。
母親を中学の時に病で亡くし、その時に家族を失う恐怖を味わい父親が亡くなることを極端に恐れていた。その父はカモが結婚し娘が生まれてから亡くなっているが、娘の存在で喪失感を自らが驚くほど容易く乗り越えられた。育児のストレスで家事が疎かになっていた妻の代わりに手料理を作っていたことや、母を早くに亡くしていることもあり料理の腕前はなかなかのもの。掃除にも詳しい。
威圧感漂う風貌だが、普段の生活ではマイペースで節約家。酔うと眠くなる。奈々子が深夜までゲームに没頭していた際に「早く寝なさい」と注意したりと親のように接することもある。
トラが國松に囚われたことで彼を助け出すべく自身の理念を度外視した上で朝食会に調査を依頼する。桜内の離反によりトラを保護し、朝食会の手引きによって國松と邂逅する。交渉しようとする國松を問答無用で痛めつけた後に古書店の倉庫へ拉致、新たな家族であるトラを傷つけたとして彼を抹殺する。その後、國松の起こした騒動で一方的にカモを逆恨みしていた梅沢に通り魔的に刺され死亡する。
島田 虎信（しまだ とらのぶ）
カモの相棒。通称：トラ。髪型はセミロングで、関西弁を話す。卓越した格闘術を持ち、その身体能力を生かし主にターゲットを捕縛する役目を担う。腕に隠しブレードを仕込んでおり、有事の際は袖口から展開して相手を攻撃する。背中から両肩にかけて派手な虎と蛇の刺青がある。父親は早くに他界しているため、母子家庭で育っている。
カモの自宅で同居しているが、彼がカモメ古書店に居候するようになった経緯は作中では明かされていない。感情を表に出さないカモとは対照的に義侠心に溢れる熱血漢。カモに劣らず悪人を憎む心は人一倍強いが、依頼人に感情移入するあまり復讐屋のやり方に背いてまで悪人をすぐに殺そうとするなど、真っすぐな性格ゆえにカモと衝突することもある。一方でカモと比べて非情に徹しきれず、一度カモの承諾を受けずに独断で依頼を引き受けたことがあるが、結局は加害者を殺害するにいたれず、カモに「二度と勝手なマネをするな」ときつく釘を刺されている。また、相手が加害者であっても女性には手を出すことできず、未成年者や女性に対しても躊躇なく復讐代行を実行するカモに苦言を呈する時もある。
かつては喧嘩屋として地下格闘技に参戦しており、日常的に道行くチンピラ達との乱闘に明け暮れるほど好戦的な性格だった。大阪で母親と二人暮らしをしていたが、ある日、トラが試合で大怪我して入院費が必要となり母親は悪態をつきながらもトラのためにお金を卸して再び病院へ向かっていたところをひったくりに遭い、振り払われた際にガードレールに頭部を強打し死亡している。犯人は後に捕まり裁判にかけられるも刑が決して重いものと言い切れず、犯人が出所した際には自らの手で母親の仇を取ることを誓った。
基本的に関西人特有の明るい人物でムードメーカー。奈々子を「イマドキの若者」と言い、よく説教しているが、仲は良好で2人でゲームをしたり、奈々子になるべく危険な行動はさせていない。
母親の仇を追い詰めるが、桜内の腹違いの弟であり、現場で遭遇した桜内の心からの謝罪に感じるところがあり殺さずに見逃した。しかし、その仇はカモによって殺されてしまう。
逆口と鶴巻との戦闘に偶然遭遇し鶴巻と共闘する形で逆口と闘い左目を失いつつも制圧する。その後は國松に囚われてしまいカモを誘き出す餌として背中の皮膚を剥がされる拷問を受けるが、桜内の離反により脱出しカモの元へ生還する。カモの死後はカモメ古書店の店主を引き継いでいる。

### 朝食会
榎 加世子（えのき かよこ）
被害者たちの復讐を支援する組織「朝食会」東京支部支部長である若い美女。黒の長髪ストレートで、人に対するときには大抵は腕組みしている。
復讐屋とは違い、代行して復讐するのではなく被害者たちに復讐をさせるための手助けをしている。上から目線でものを言い、カモ達を「被害者になった者の本当の気持ちをわかってない」と評し、復讐屋のやり口を「素人の手口」と見下している。
鼻につくほど高飛車ではあるが、誰彼構わず依頼を引き受けるわけではなく、逆恨みや自業自得で被害に遭った依頼人に対しては審査し、結果が悪ければ依頼は受けない彼女なりの流儀がある。過去にカモから制裁を受けた教師に依頼されたことを不審に思ったために、カモを拉致し、トラと鶴巻を一対一で戦わせてカモとトラの発言で被害者の自業自得さを見抜き、依頼人にバッサリと見切りをつけた。傷ついた依頼人を救いたいという思いも本物であり、依頼人の心情を見誤り依頼人が暴走した結果、ターゲットを独断で殺害させた際には自身の責任を感じ涙する姿を見せた。そのため様々なしがらみがある幹部同士の定例会にはほとんど参加せず、また他の幹部からも加世子の独断による行動を疎ましく思われているが、自分の豊かな資産を駆使し、復讐するための場所や監視設備など、活動を秘匿や隠滅する環境整備には不自由していない。
その正体は国内有数の家電メーカー会長の孫娘。幼少期に鶴巻の父親に拉致監禁され、性的暴行を受けるも事件が明るみに出て、救出された。その後鶴巻と再会、彼に英才教育を施して米国陸軍のレンジャー訓練を受けさせ屈強な兵士へと育て上げる。課程を終え帰国した鶴巻に彼女からの依頼として鶴巻の父親を捕らえさせて制裁を加えた後、改めて鶴巻を朝食会へ勧誘している。
逆口を捕える際に鶴巻とトラが共闘したことが遠因となりトラが國松に囚われてしまったことから、カモの依頼を了承し國松を捕える支援を行っている。その後、逆口と近野を捕らえた事で朝食会の会長となる。
鶴巻 裕（つるまき ゆう）
朝食会のメンバーである大柄の男。眼鏡をかけてモジャモジャな髪型をしている。主にターゲットである加害者を捕縛したり加世子を護衛する役目を担う。復讐屋におけるトラと同様のポジションだが、彼とは対照的に無口で感情の起状の表出に乏しい。突っかかってきたトラを屈服させるほどの腕っ節を誇る。捕獲などの力仕事以外にもターゲットやその周囲の情報収集を合わせて行う優秀な調査員でもある。加世子からは「鶴巻」と呼ばれており、加世子のことはそのまま名前を呼び捨てにしている。
幼少期は暴力的な父親から虐待を受けており、父親が拉致監禁していた加世子を偶然目撃するも父親への恐怖心から見て見ぬフリをしてしまう。その後、父親が逮捕され性犯罪者の息子として行く先々で迫害を受けるようになり、母がその心労で他界したあとも親戚の世話を受けて数年後も定職に就かずひきこもった生活を送っていた。加害者家族としての扱われる社会的理不尽さが他害意識となって現れてしまい実行するために外出した際に加世子と再会し、彼女に言われるがままに米国のレンジャー訓練校へ行くための訓練を受け始める。わずか数年でレンジャー訓練校へ行くに足る身体能力と語学を身につける苛酷なものだったが、加世子に対する贖罪の意識と、終わりかけていた己の人生を変えたい強い意志で乗り切り、渡米しレンジャー訓練校へと入隊する。帰国後、加世子の依頼で父親を捕縛し彼女の制裁を見届けた後、父親とも決別し、朝食会へと入会し、加世子と共に活動する。オタク趣味傾向があり、近野がアルバイトしているメイドカフェの常連であり、近野に誕生プレゼントを渡そうとしていたこともある。
鶴巻の名前は鶴巻温泉から。
粕谷 九頭男（かすたに くずお）
朝食会神奈川支部長の男。27歳。一見やや軽薄な優男だが、その正体は日本有数の財閥系企業会長の三男。また一方で目を付けた女性に対しその女性の好みの男性であることを徹底的に振舞い、親密な関係を築いた後に自宅マンションへ連れ込み惨殺することで性的興奮を覚えるという快楽殺人者としての顔を持つ。若干10代でITベンチャー企業を立ち上げ年商100億を超えるまでに成長させるが、22歳の時に突然会社を売却し行方を眩ましていたという経歴を隠し、朝食会へは「関口清」という偽名を用いた上で隠れ蓑として入会しており、そこで出会った加世子を標的に定め虎視眈々と付け狙っていた。
加世子と依頼人とのトラブルの後始末をした事で借りを返すという名目で半ば強引に加世子を食事に誘い、彼女の食事に睡眠薬を混入させ自宅マンションへ連れ込む。加世子を身動きのできない状態にした上で凶行に及ぼうとしたが、その寸前で駆けつけた鶴巻に阻止され制圧される。警察に連行される際、巨大企業会長である父親の存在と今までの自身の犯行における証拠は一切ないことを語り、近いうちに加世子と再会するであろうことを示唆している。その後、朝食会からも除名処分される。
その後、國松の知人として再登場。裏で動ける人間として殺人鬼である逆口を紹介している。その後、朝食会が国松を追っていることを知り、彼の情報を加世子に渡し、朝食会東京支部へ身を寄せ「生まれ変わった」と嘯きつつ加世子の部下として働く。はじめは加世子も拒否気味であったが徐々に受け入れ始めている。
東京支部a支部長
朝食会東京支部のもう1人の支部長である中年女性。幹部会にほとんど参加せず独断で行動する榎の事を快く思っていない態度を見せていた。実はその正体は朝食会現会長であり、榎に対する普段の態度は演技で本心では被害者に寄り添う榎の信念を買っており、次期会長候補として加世子を高く評価していた。大病を患い死期が近い事を悟り、次期会長選任試験を行う。その時は榎を選任させるため、サポートをしていた。最終的に加世子が次期会長となると安心した表情をみせ会長の席を譲り病没する。
京都支部長
朝食会京都支部長の女性。ターゲットへは大掛かりな処刑器具や薬剤、毒劇物を用いた殺害を行なっているが、本人の嗜好による部分が大きい。
次期会長選任試験の最中に逆口を捕らえ、加世子に取引をもちかけるが、巧妙に脱出され部下共々惨殺される。
設楽 真（したら まこと）
朝食会のメンバー。口回りによくヘルペスができるため溝口からはそのまま「ヘルペス」と呼ばれている。常に冷静沈着で合理的な性格。語学に堪能で英語や僅かながらフランス語の翻訳もできる。
かつては有名な文学賞にノミネートされるほどの小説家であったが、実の兄が女児を強姦の末に殺害する事件を起こした事で加害者家族となり小説家の道を突如絶たれてしまった過去を持つ。
逆口との戦闘でピストルを撃ち、逆口の両手を貫き額に命中させる。
スピンオフ『園田の歌』にも登場している。
溝口 吹苗（みぞぐち さなえ）
朝食会のメンバー。設楽からは「メンチョ」と呼ばれている。女性でありながら様々な格闘技に精通し複数の男を一人で制圧してしまうほどの戦闘力を持つ。しかし逆口との戦闘で敗北し死亡。左腕を切断され、その腕を性器に突っ込まれた状態の遺体が発見されている。近野とはスピンオフでのエピソードから、敵ながら友達という意識がある。
設楽同様『園田の歌』にも登場している。

### カモやトラの近親者・関係者
カモの叔父
職業は刑事。スキンヘッドに強面で、ヤクザのような外見が特徴。父方・母方どちらの叔父かは不明で、名前も明かされていない。甥が行っている復讐代行業を黙認しており、時に復讐の対象になった人物の情報を伝えるため、警察内部の機密情報をカモ達に漏らす、依頼人をカモメ古書店に連れてくるなども行う。両親を失ったカモを何かと気にかけており、カモが妻子を亡くした際にはろくに食事もしなかった彼のために差し入れをしたりと世話をしていた。
しかしカモに対しては決して肩入れしているわけではなく、彼が復讐代行業を始めることを暗に宣言した際は制止を試み、静観している現在も「口を挟むつもりもないが、いざという時に助けるつもりもない」と釘を刺しているが、加世子はカモたちの行った制裁をうまく立ち回ってもみ消しているのではないかと推測している。
開成 奈々子（かいせい ななこ）
中盤以降に登場する眼鏡をかけた女性。20歳。両サイドをお団子縛りにしている。
引きこもりだったが、ある日押し入った男に、両親と訪れていた従姉を殺害され、自身はベッドの下に隠れて難を逃れた。
両親と従姉の無念を晴らすため依頼人としてカモメ古書店を訪れ、自らが囮となって犯人をおびき寄せてカモたちに捕らえさせる計画を立てるが、加害者がカモ達を振り切って逃亡してしまったことで匿われる形で同居人となる。
当初は家族の死に全く悲しむ素振りを見せなかったが、カモはこれについて「極度の恐怖や殺意を感じたために感情がマヒしている」と分析している。一人っ子であり、従姉を姉のように思っており、姉のように注意する従姉を時々ウザったいと思っていたが、朝まで2人で話し合うほど仲が良く、2人だけで撮った写真を部屋に飾っていた。
引きこもりだったために家事能力は皆無で基本的にゲームばかりしているが、復讐屋を手伝いつつ加害者を捕える活躍をすることもある。また、女性の被害者に対して彼女なりの言葉で激励するなど、被害者への精神的なケアにも一役買っている。
根っからの引きこもりではなかったらしく、幼少時は両親と一緒にご飯を食べたり、仲良く会話していた。カモやトラと鍋を行った際に両親との温かい団欒を思い出して、思わずトラの膝で大泣きしたことがある。
一見やる気がなく、何事にも無気力に見えるが、カモ達が逃した連続幼女殺人犯に肩を掴まれた際に、とっさに自分のスマホを犯人のポケットに入れてGPSで居場所をわかるようにしたり、両親を殺害した犯人をおびき寄せる作戦をSNSを駆使して行っていたりと頭の回転が速い。
ゲーマーで、いつも寝るのは3時か3時半。起きるのはトラよりも早いらしく本人曰く「ショートスリーパー」。
園田が死亡し事件に一区切りついたことで初めて両親の墓参りを行った。自身がカモ達と同じ世界にいてはいけないという思いを吐露し、感謝の言葉を伝えカモ達に別れを告げた。その後はゲームアプリの開発会社へ就職した。
物語終盤に再登場する。ある想いを胸にカモメ古書店を訪れる。
カモ亡き後は、トラと共に古本屋を営業している。
鴨ノ目 美咲（かものめ みさき）
カモの妻。故人。夫と娘と共に不自由なく暮らしていたが、ある日部屋に押し入ってきた男に暴行を加えられ、娘共々殺害される。
生前は育児のストレスから家事が疎かになっていたようで夕飯の献立や里奈の弁当の具材も冷凍食品で済ませることが多かった。カモは「決して褒められる母親じゃなかった」と評していたが、最後の最後で自分の命を張って娘を守ろうとしたとカモの口から明かされた。
鴨ノ目 里奈（かものめ りな）
カモの娘。故人。年相応の活発な少女であったが、目の前で母親が暴行を加えられる様を目にし、泣き叫んでしまったため、殺意を抱いた犯人から母親以上に手酷い暴行を受け殺害される。
日曜日（にちようび）
カモたちが飼っているキジトラの猫。里奈が生前、猫を欲しがり、「面倒見るのは結局パパだ」とカモが許可しなかったが、仕事先で里親を探している人から譲り受けた。理由としては、猫の寿命は10年から15年で里奈が思春期になるころに別れが来るだろうから、そのぐらいの年齢に生き物の死を経験することは里奈にとっていいことだと思ったため。命名は里奈。もらってきたのは「水曜日」だが、カモが毎日夜まで仕事しており「日曜日」はずっとパパと一緒にいられるため、日曜日が大好きだから。日曜日の別れよりも早く里奈と別離が訪れた。餌担当は主に奈々子。
愛美（まなみ）
『善悪の屑』7話で依頼人として登場した少女。学校で飼っていたウサギを殺した不良少年グループへの復讐を依頼し、それがきっかけでカモ達と親しくなり以後も交流を続けるようになった。8話では隣家が乗っ取られていることをカモに伝えていた。カモの娘の里奈とは同級生で友人だった。
年相応の少女らしい一面を持つ一方で後述の奈緒子がカモ達への復讐のために自身に近づいてきた時はその胡散臭さを見抜くなど洞察力は高い。
『外道の歌』ではカモ達への報復を目論む榊の養子グループに狙われるようになり、その過程で父親を殺害される。事件の終結後は母親の実家に引っ越し、別れ際にカモとトラに「頑張ってね」と言って去った。一連の事件は2人の心に大きな傷を残すことになった。
鶴巻の父
26 - 30話に登場。鶴巻裕の実父。暴力的かつ独善的な性格で自身の家族すらも人間と思っておらず日常的に暴力を振るっていた。家の近くに「離れ」のプレハブ小屋をもっており専らここで生活している。幼少期の榎加世子を誘拐し離れで性的暴行を加え続けていた。その後逮捕されるも12年後に出所している。出所後に加世子に命令を受けた裕を実の息子と気付かないまま捕縛され、自らの起こした事件の被害者である加世子から拷問を受け、殺すほどの罪ではないと加世子に判断され生きた状態のまま山中に放置される。

### 漫画研究会の部員
園田 夢二（そのだ ゆめじ）
奈々子の両親と従姉を殺害した犯人で通称「練馬区の殺人鬼」。スピンオフ『園田の歌』では主人公を務める。奈々子から依頼を受けたカモ達に一度は捕まりかけるも巧妙な手口で逃げ切り、以後は追われる身となっていた。表向きは「ゴアゴアコミック」出版の編集者で自らも作家志望。磯次郎と名付けた蛙を飼っている。幼少期に太宰治の「人間失格」を読み、死してなお後世に影響を与える作品に感銘を受けたことがきっかけで作家を目指すようになり、同時に何も残せず死ぬことを恐れるようになった。しかし、危篤となり意識朦朧状態の祖母の様子を見て「面白い」と感じるなど、幼いながらも狂気の片鱗を見せていた。
常に飄々とした態度をしており、人の神経を逆撫でさせることを好む。その内面は狂気に満ちており、最も価値があるものは「経験」と豪語し取材と称してなんの躊躇いもなく殺人を行い、その時体験した知識や感情を作品へ書きおこしている。
高校時代に同級生の女子を絞殺したのを初めとして19話までの間に6人殺したと語っている。本人は「あくまで取材のためで殺人自体に趣味はない」と主張しているが、奈々子の両親達を殺害した後に長時間現場に居座り食事やゲームをする、現場に居合わせた者をめんどくさいとつぶやきながら口封じに殺害するなどその異常な言動が作中所々で垣間見えている。それらの行動も全ては上記のような実際に体験したらどのような気持ちになるかなどの経験欲から来ており、園田の行動原理となっている。
大学時代は漫画研究会に所属していた。
出版社を偶然訪れたトラたちの受付記録からカモメ古書店の居場所を突き止め単身「取材」へ向かいカモと対峙する。互いに刃物を突き立て合うが、園田の包丁がカモの肋骨に食い込んでしまったことで身動きが取れなくなり、カモから一方的に腹部を切り刻まれ致命傷を負う。その後、拘束された状態でカモ達に自身の思想と理念を語るも理解されるはずもなく、園田の身勝手な動機で家族を奪われた奈々子には「作家なら自分の頭で考えろ」と吐き捨てられ、そのまま出血多量により息絶える。
近野 智夏（こんの ちか）
園田が大学時代に所属していた漫画研究会の一員である女子学生。左目に眼帯をしており、大人しめな印象を持つ女性である。オッドアイという生まれつき両目の色が異なっていることを隠すために、眼帯をしていると語っている。実家が薬局で自身も薬学知識が豊富である。
その本性は園田と同じく平然と殺人を行う異常者である。11歳のころに初めて殺人を犯し、以降は年に1人のペースで殺人を行ってきている。園田に対しては同じ類の人間であることを感じており、かつて園田が殺した女子生徒のスケッチを盗み見たことがきっかけでお互いの正体を明かし合うも、互いの正体を公言しないことを約束し合い通常の関係を続けた。
自分自身の価値観や世界観を大切にしており、同時にそれを否定されることを嫌う。そのため自身の作品を笑いものにされる、友人を傷つけられる等のことが殺人の主な動機となっている。殺人の方法としては毒性のある野草や様々な薬品を違法に組み合わせ摂取させることによる中毒殺人を主に行なっているが、身体能力も非常に高く、戦闘能力も園田や溝口ほどではないが高いと思われる。
BL物の漫画が大好きであり、その一方でメイド喫茶でバイトをするなど非常に独特な価値観を持つ。メイド喫茶では正体を知られる前の鶴巻に大変気に入られていた。
その後、朝食会の次期会長を選任する試験の重要ターゲットとして選ばれ朝食会に狙われる事になる。朝食会京都支部に一度は捕えられるが巧妙に脱出し、加世子率いる東京支部に捕縛兼保護という形で身を寄せる。朝食会の策により、あえて逃がした逆口を制裁する役目を負う。友達としての自覚がある溝口を殺された復讐として逆口に偶然を装って自作の筋弛緩剤を飲ませて殺害する。その後は加世子と設楽の計らいにより近野自身への復讐依頼は取り下げられ日常へと戻っていった。
スピンオフ『園田の歌』では腐女子である一面が描かれており、園田や吉飼もその対象に入っている。
木根 誠一（きね せいいち）
漫画研究会の会長で3年。温厚な性格で、部員たちのまとめ役。現在では結婚して子供がいる様子。
久野 詩音（くの しおん）
漫画研究会の副会長で2年。寡黙な性格で落ち着いた雰囲気を醸し出しているが、かなりの毒舌家で特に吉飼に対しては辛辣な言葉をよく浴びせている。
現在では漫画家として活動している。
吉飼 飛夫（よしかい とぶお）
漫画研究会の1年。口調はキツいが、園田から揶揄われたり久野に悪口をよく言われたりする。

### 國松とその協力者
國松 義忠（くにまつ よしただ）
IT関連企業をはじめ様々な業種の会社を経営していた元実業家。なんらかの罪で服役していたがその後出所し、「社会的弱者から搾取する屑を国から一掃する」という理念を掲げ行動を開始する。手始めとして街を支配している暴力団「興劉会」を消すため暗躍する。
温厚な性格で桜内たち協力者にも分け隔てなく親密に接するが、目的のために新たな「低価格で高品質」な薬物を流通させる、五月女を懐柔するために彼の母親を自殺するよう誘導するなど、不穏な行動を見せている。
その正体は朝食会次期会長選任試験のターゲットの1人である「同一人格者」と呼ばれる煽動者。服役前は大瀧鳳仙と名乗り本名は厚木孝臣であるとされるがそれすらも偽名である事が示唆されている。人心掌握に長け、標的をわざと周囲から孤立させ自身を絶対的な味方だと信じ込ませ心酔させる形で多くの“信者”を作り上げる事ができる。表面的に親密さを見せるのもその為であり、また彼自身は信者たちに対して代替え可能な手駒程度にしか思っておらず不必要となれば即座に切り捨て、場合によっては信者全員を自殺させ証拠隠滅する事も躊躇わないなど冷酷な本性を持つ。
桜内や梅沢を手駒にして、暴力団壊滅を目指すが、暴力団員である桜内や梅沢もその対象であった。桜内は裏切ったが、梅沢は最後まで心酔したままでった。
トラを捕らえたことでカモに興味を持ち、カモを手駒とするべくトラの背中の刺青を剥がし別の遺体に貼り付けて発見させるなど残酷な警告と脅しを行い、カモと接触しようとする。「相手が人間である限り負けない」と豪語していたが、朝食会の手引きによってカモと接触した際は得意技の話術を繰り出すことを許されないほどに一方的に暴行され、「新たな家族であるトラを傷つけた」「オレの家族を傷つけるヤツは絶対許さない」との理由で最終的に頭部を大型電動ドリルでくり抜かれ死亡した。
桜内 淳（さくらうち あつし）
指定暴力団我峰組若頭。國松の理念に共感し単独で協力している。カモとは古くからの友人で「たけちゃん」「あっくん」と呼び合う仲であり、カモの過去についても知っている。反社会勢力である自分がカモの妻と娘と殺した犯人を裁くべきだったのに、それができなったためにカモが裏社会の人間となってしまった、という自責の念を持っている。
トラの復讐相手は桜内の腹違いの弟であり、トラが復讐しに来た現場に居合わせ、二人で土下座で心からの謝罪をし、見逃してもらう。その恩から、國松に捕らえていたトラを「一生返せない借りがある」として独断で逃しカモの元ヘ送り届ける。やがて國松の手駒となった五月女に襲撃されたことで國松にとって自身も排除対象だったことを知り決別する。その後は組同士の抗争を避けるべく警察に自首した。
梅沢 保（うめざわ たもつ）
興劉会系暴力団の若頭。後に裏工作が成功し、執行部本部長へ昇進する。國松と同じ刑務所に服役していたが、ほぼ同時期に出所する。國松に心酔しており「アニキ」と呼び慕っている。桜内とは組は異なるが互いに兄弟分の間柄で共に國松に協力する。
國松の手駒となった五月女から銃撃を受けるが一命をとりとめる。それでも國松への心酔は変わらず、國松を殺害したカモを逆恨みし通り魔的にカモを襲撃して致命傷を負わせた。
五月女 潤（そうとめ じゅん）
富水たちと行動を共にしている青年。28歳。10代のころから素行が悪く愚連隊に入ってからは多くの犯罪に加担しており、その後服役し出所する。
富水たちの過激な制裁には否定的で自ら加わることはしなかったため、被害者たちからは擁護の声が多く、逮捕歴により刺青で身元が判明したことから、富永たちの情報を得る目的で一旦は捕らえられるが、制裁は受けずに解放される。
國松の手口により彼の信者となり、ただ彼の指示を実行するだけの手駒になる。梅沢を銃撃後、桜内も襲撃するが未遂に終わり我峰組によって始末された。
逆口 拓（さかぐち たく）
朝食会次期会長選任試験のターゲットの一人。「人体破壊愛好家」と呼ばれる殺人鬼。
國松の薬物の売人たちを他の暴力団から守る用心棒として粕谷から國松に紹介される。常人離れした動体視力と深視力を持ち、不意打ちされたとしても瞬時に対応し肩甲骨を起点として“波”を作り腕先へ伝えることで破壊力を上げる格闘術や小さな暗器を用いて相手の息の根を止める等、戦闘能力が極めて高い。
溝口を殺害し、その復讐にきた設楽とそれを追ってきた鶴巻との戦闘になる。さらにトラが参戦し1対3の戦いになるも、鶴巻とトラを相手に全く遅れを取らないほどの戦闘能力を見せる。しかしトラたちの即席の連携に屈し朝食会へ捕えられる。その後、あえて逃がされたのち、友達である溝口の敵を討ちたい近野によって、彼女自作の筋弛緩剤を飲まされ呼吸不全を起こし死亡した。
蛍田 茂之（ほたるだ　しげゆき）/富水 康太（とみず こうた）
85 - 94話に登場する半グレ集団「世名汚死（よなおし）」のメンバーで五月女の友だち。桜内から誘いを受け、國松の計画を遂行する実行部隊としても動くことになる。
ゴムマスクをして正体を隠しながらも、威圧のため半身の刺青をさらしながら活動を行っており、スマホ操作しながら自転車に乗っていた女性を強姦した動画をネットに流す、居酒屋で店員に些末なことで延々とクレームをつけていた男性をリンチするなどを、目をついたマナー違反をした者や周囲に迷惑をかける者に、過激かつ度の過ぎた制裁を加えていた。五月女とは友人であった。
制裁を受けた被害者たちからの複数の復讐の依頼があったことからカモたちに2名共々捕らえられる。彼らから制裁を受けた女性が2人自殺に追いやられていることから「お前達2人の命で計算が合う」「被害者が許しを乞うても制裁をやめなかったのだから同じ事をされても文句は言えない」として拘束された状態のまま頭部のみを焼却炉へ入れられ処刑されている。
蛍田、富水は小田急小田原線の駅名からとられていて、後半で登場する人物には栢山、渋沢、秦野、伊勢原なども登場する。

### 加害者

#### 第1部
強姦殺害事件加害者
1 - 2話に登場。宅配業者を装って依頼人の女性宅に押し入り、その場にいた依頼人の息子を窓から投げ落として殺害し、依頼人本人にも重傷を負わせた上で強姦した。その後は依頼人の体内に残った精液が証拠となり逮捕、起訴されたが当時未成年だったために短い刑期で出所する。
カモ達に捕まり、拘束された後声帯の一部を切断され大声を上げられない状態にされた後、睾丸を切除され、「三国志」の魏の武将・夏侯惇が負傷した自分の眼球を食べた逸話にならい、それを無理やり食べさせられる制裁を受ける。途中でその様子を見ていた依頼人の制止が入り、本人が「ずっと後悔していた」と反省と謝罪の弁を口にしたことで依頼人の「こいつを殺しても自分の子供が帰ってくるわけではない」という意向により、その場では命を奪われず一時的に解放される。その際に「今回で本当に反省した。これからはボランティアなどで人助けになることをする」と語っていたがそれをよしとしないカモに鉄橋から逆さ吊りにされたまま放置され内臓を吐きだして絶命する。
いじめ自殺事件の加害者と担任教師
3 - 4話に登場する3人組の男子中学生。同級生である依頼人の孫に対し、教室から登校中の彼をめがけて机を投げ落とす、授業中に席が近いことを悪用した脅しをかけ大声で淫語を叫ばせるなど壮絶ないじめを行い、さらに女子生徒の前で自慰行為を強要し、ためらった所を殴りつけ学校を休んだら夜中に祖母（依頼人）に危害を加えに行くと脅しをかけて自殺に追い込む。依頼人が教育委員会に訴えたことで問題として表沙汰になったものの、加害生徒達の親に逆に言いがかりをつけられたと訴えられ事件自体もうやむやになってしまい、本人達も被害者を自殺に追いやったことを武勇伝のように語るなど悪びれる様子を全く見せず、それどころか訴えられたことを逆恨みしてSNSを悪用して世間に被害者と依頼人が悪人の様に広める等、いじめと脅迫の内容も含めてやることが年相応の中学生とは思えない程の卑劣な所業に及んでいる。
担任教師も、被害者からの相談を自らの保身のために、遠回しに被害者自身や祖母に非があるかのような物言いで相手にせず、密かに好意を抱いていた女性教師にいじめの事実に気づかれそうになると、「恥をかかせた」といちゃもんを付けた上で「あれぐらいでいじめ何て大げさだ」、「被害妄想が激しすぎる」と嫌味を言い、そんな教師に失望した被害者が相談を断った所を一方的に態度が悪いと因縁を付けてきて体罰を加えた上で卒業後は暗に高校へ進学させず、無理やり就職させることを仄めかす脅しをかけて追い返すなど教師の風上にも置けない人物であり、マスコミからの取材の際にもいじめが起こっていた事実を「被害者は元々問題のある生徒だった」と嘘の証言をして揉み消した。
4人ともカモに拉致・拘束され、担任教師が「いじめを見て見ぬふりする教師の目は社会に必要ない」として、ガスバーナーで目を焼かれる。その姿を見たことで生徒たちは怖気づき「未成年には更生のチャンスを与えるのが社会の常識だろ」、「二度といじめ何かしないから助けてくれ」と自分勝手な命乞いをし、教師も目が焼かれた状態でも尚も自分が被害者にしてきた仕打ちを棚に上げて「法律を完全に無視した犯罪行為だ」、「道徳的に許されるわけがない」とカモを非難したが、カモにはそれぞれ「未成年だから何をしても許されると言うのは大いなる勘違いだ」、「俺は警察でもなければ、正義の味方でもない、ただの復讐屋だ」と切り捨てられ、4人全員がことわざの「見ザル、いわザル、聞かザル」にならって目を焼かれ、耳の中と声帯の器官の一部を切り取られた状態で学校の校庭に放置されると同時にいじめの張本人達であることを暴露された。命までは奪われなかったが、物を見ることも、音を聞くことも、人と話すことも出来ない身体にされる。
『外道の歌』6話で、担任教師が逆恨みでカモとトラへの報復を朝食会に依頼する形で再登場する。弁護士を介して自身を「善良な元教師」、加害者生徒3人組のことを「未来ある中学生」と紹介したことから被害者を自殺に追い込んだ件について反省していないどころか、全く罪悪感がなかった模様。視力と声は失ったままだが、リハビリの末に聴力は微かに回復したらしく左耳に装着した骨伝導式のイヤホンで音を聴きキーボードで文字を入力して対話を行った。一度は依頼を引き受けられたが、拘束されたカモを取り戻すために鶴巻と殴り合いの末に放ったトラの一言で心情に変化が現れた加世子が「自分勝手な逆恨みによる依頼は引き受けられない」と判断した上でカモを解放し、依頼を打ち切られた。打ち切られたことを知った教師は絶望に満ちた表情をして落胆していた。
久保田（くぼた）
5 - 6話に登場。仲間の男たちと共に依頼人の妹を拉致、監禁する。家に返して欲しいと懇願する被害者を嘲笑い、長期にわたる凌辱、暴行を繰り返した末に殺害した挙句、山中に遺体を捨てた。その後、仲間の1人が逮捕されたことで事件が明るみに出て一度は捕まるが、警察官僚であった父親の力を使い罪を揉み消し、1人だけ不起訴処分になった。
依頼を受けたカモ達に捕まり、被害者の肛門に異物を挿入して遊んだことに見立てて肛門へ熱した鉄パイプを挿入されて拷問される。それでもなおカモ達を「殺してやる」と恫喝する等、凶暴な態度を崩さなかったが、カモの「次があると思っているのか」と言う言葉に次第に弱気になり出し、大金と引き換えに自分を見逃す取引を持ちかける他、「俺が他人に暴力的にならずいられなくなったのは俺の心を狂わせた環境のせいだ」と自身の過去を持ち出して同情を誘うなどの手口で涙ながら命乞いを図ったが、被害者や遺族への謝罪や自身の犯した罪を悔いる言葉は一言も発さず、カモに「クズ野郎は絶対に許さない」と切り捨てられ、コンクリート詰めにされて殺害された。彼の所業に対してはターゲットに残虐な制裁を加えるカモのやり方に否定的なトラですら久保田への拷問は制止していない。
バナー広告で注目を集めたカモの「もう二度とウンコできないねえ」と言うセリフは、久保田に向けられたものである。この場面はベスト版2巻の表紙にも使われているが、台詞の一部が伏字になっている。
ウサギ殺しの加害者
7話に登場するチンピラ達。夜の小学校に不法侵入し、依頼人の愛美のクラスで飼っていたウサギをサッカーボール代わりにして嬲り殺した。一度は逮捕されるが未成年であったためにたいした刑にならず、その後も反省することなく様々な学校に夜な夜な不法侵入しては飲酒や薬物を摂取するなど好き放題に暴れていた。愛美からお小遣い3ヶ月分の依頼料で依頼を受けたカモ達が直接不法侵入している学校へ乗り込んで2人に袋叩きにされる。結果的に半殺しにはされたものの、復讐屋に処刑されたり、再起不能になった者が多い加害者の中では珍しく殺されず、拷問の類は受けていない。
榊 ヨシ江（さかき ヨシえ）
8 - 10話に登場する老齢の女。依頼人家族に取り入り、子分の男達と共に洗脳と恐怖で支配していた。依頼人の弟が起こした自転車事故で後遺症を負ったと主張しコルセットを首に巻いているが、作中ではそういった様子は見られず普通に歩いており、薬物を吸っているような姿も見られる。上記の事故を理由に依頼人の家に押し入りそのまま居座るようになる。その後は金の搾取や外出時における徹底的な監視など依頼人家族を奴隷のごとく扱い、少しでも言いつけに背いた場合は「ペナルティ」と称して家族同士で暴行させ合うなど恐怖で徐々に支配と洗脳を強めた。正気を保っていた依頼人の祖父が警察に通報するもボケ老人扱いされた挙句、民事不介入として問題視されず、結局祖父はペナルティとして家族達に絞殺される。
依頼を受けたカモが乗り込むも子分の男達の不意打ちで気絶し、一時的に監禁されるが、処分される寸前で目を覚まし1人で男達を制圧する。誰も自分を守ってくれる者が居なくなった途端に弱気になった榊は「養子縁組をしないか」「お前なら私の後継者にしてやってもいい」と今際の際に命乞いをするが、カモは取り合うことなく捕縛し、駆けつけたトラと共に家から連れ出される。その後は性器に避雷針を挿入され、クレーン車で逆さに吊るされたまま放置され数回の落雷を受け死亡する。ヨシ江の子分達の処遇は、被害者家族から家の床下（殺害した祖父が遺棄されていると思われる）の件の黙認を懇願されたカモの判断で被害者家族に委ねられた。
危険運転致死加害者
13話に登場するチンピラの男。薬物を摂取し意識朦朧の状態で運転したことで事故を起こし、その際に依頼人の母親が巻き込まれ即死している。所持していた薬物が規制の範囲にかからない物であったために裁判では罪に問われず、社会復帰後もSNS上などで人生を謳歌している様を綴るなど事故を起こしたことを反省する素振りは全く見せていなかった。カモが不在であったため独自に依頼を受けたトラに痛めつけられた後に捕縛され、逆さ吊りの状態で肥溜めに沈められようとしていた。しかし殺人に抵抗のあるトラがとどめを刺せずに躊躇していたとき、彼の後を追ってきたカモに肥溜めに沈められそのまま窒息死する。
連続女児殺害事件加害者
17 - 18話に登場。左頬に小さな痣があり、幼少期にこれが原因でいじめを受けていた。過去に複数の女児に暴行を加え殺害しているが、本人からすれば上記の行為は「遊んであげただけ」であり、カモ達に捕らえられた際にもその理由を全く理解しておらず、罪の意識は皆無に等しい。さらに理性のタガが突然外れるらしく、会話の最中に頬の痣を指摘されるや否やいきなり噛みつこうとするなどその異常性が見て取れ、カモが「怪物」と称したほどの危険人物。女児殺害の参考人として事情聴取を受けるも証拠不十分から不起訴処分となり釈放されていた。
カモ達に捕らえられ、拘束されるが彼が目を離した隙を見て逃走する。町外れの林道に身を隠していたが、そこで偶然居合わせた女児に頬の痣をからかわれたことで錯乱し、襲いかかろうとするも、直後に奈々子の仕込んだスマホのGPSにより追跡してきたカモ達に今度こそ捕らえられるが、その際にも「あの子たちも喜んでいた」と発言し最期まで己の罪を認めることはなく、そのまま全身を細切れにされ、被害女児たちにつけた刺し傷や打撲の合計数×女児達の平均年齢÷彼の年齢の計算結果、196個の肉片になり果てる。
ジェイク・堀尾（ほりお）
21 - 23話に登場。女性をナンパする流れを教える怪しげなセミナーの講師。手段は仲間内の居酒屋に女性を連れ込み、強い酒で酔わせた上で集団で強姦する卑劣極まりないもの。被害者が訴えを起こさないよう、巧妙な手口で女性たちを丸め込み泣き寝入りさせ、依頼人の姉を自殺に追いやっている。
奈々子が囮となりカモたちに捕縛された後「お前の精子工場は本日をもって閉鎖だ」とカモに吐き捨てられ、陰茎を切断され自身の肛門に挿入される拷問を受ける。命こそ奪われなかったが、拷問された状態のまま街頭に放置されその画像がネットやSNSに晒されることになる。　
その後『外道の歌』にて再登場するが、懲りずに性犯罪やセミナーを行っていたことが判明。上記の陰茎の切断の件もあって、性処理は前立腺を用いて行っており、本人曰く、「ペニスは必要ない」「射精よりも気持ちいい」と言っている。セミナー会場から出たところを性犯罪被害者からの依頼で再度カモ達に捕まってしまい、カモに「女性器を作ってやる」と称して股にドリルで穴を空けられる制裁を受ける。
金子 茂（かねこ しげる）
24 - 26話に登場するホスト。先輩ホストである一貫から受け持っていた女性客に逃げられたことを責められ、損害として500万円を要求された。一貫から日頃からいじめ紛いの屈辱的な仕打ちを受け続けていた鬱憤や、500万円が用意できなければ内臓を売れと脅されたことでついに逆上して一貫を灰皿で殴りつけ電気コードで絞殺する。その後は遺体を自宅に運び、帰宅した母親の協力で寸胴鍋に入れ強アルカリ性洗剤で煮ることで遺体を溶かし証拠隠滅を謀り、世間的には一貫は行方不明とされる。
その後、一貫の愛人の女性が依頼のためにカモメ古書店に訪れようとしたが、て引き返したことでカモ達と関わることはなかった。後に排水管から遺体の一部が見つかり逮捕されたことが明らかになったが、本人は関与を否定している。
カップル殺害事件加害者
27 - 29話に登場する2人組のチンピラ。公園に来ていたカップルを金銭目当てで襲い彼氏を撲殺、彼女を陵辱、強姦した上で絞殺した。後に逮捕、起訴されるが当時未成年だったために11年の刑期で釈放された。うち1人は朝食会に捕らえられ、絞殺された彼女側の父親に制裁を受け死亡。
もう1人は彼氏側の遺族から依頼を受けたカモ達が捕えたが、その場で朝食会と邂逅し依頼人が朝食会へ依頼を希望したために加代子達に引き渡されている。
櫻井 志津馬（さくらい しづま）
30 - 35話に登場。兄弟のうち唯一進学校に行けなかった過去や、古いアパートで自堕落な生活を送り、要領の悪さから職場でも疎まれているという現在の己の境遇から、社会全体に逆恨み同然の敵意を持っており、表に出さずとも内に沸々と溜め込んでいた。空手の有段者でもあり、後述の遺族達を単身で返り討ちにしたり、トラとも互角に戦える程の腕っ節を持つ。ある日、小学生とぶつかった際に小学生が落としたスマホを拾って渡したが謝罪も礼もなかったことがきっかけで今までの鬱憤が爆発し、廃墟に遊びに来ていた名門小に通う無関係の小学生数人を包丁でめった刺しにして殺害。警察から事情聴取を受けるが、証拠不十分で不起訴となる。自分より稼ぎのいい大人になるはずだった優秀な子供達を一銭も稼がないうちに殺したことを「自分の勝ち」と称する、独自に復讐に来た遺族達を返り討ちにし殺人を行った際の様子を話し嘲笑う、カモ達に捕縛された後も殺人を犯したことを「凡人にはできないこと」として誇る発言をするなど、狂気的な内面を見せている。
カモたちが前述の復讐に参加しなかった被害者の母親から依頼を受け、トラとの取っ組み合いの末に敗北し、その後捕縛される。カモによって生きたまま手足を少しずつ切り刻まれても「自分には心のブレーキがない」、「殺人を犯すことが出来た自分はお前ら凡人とは違う」など自身の罪を自慢げに語り強気な態度を崩さなかったが、カモにその持論を「自分に自信がないから人間がやることじゃない事をやって凄いと思い込んでいるだけ」、「頭も努力もいらないバカでもできること」と一蹴される。その後は一転して「もう殺してくれ」と自ら懇願するほど拷問を受け続け殺害された。

#### 第2部
カモの妻子殺害犯
2 - 3話に登場。名前は不明。性的暴行目的でカモが当時住んでいたアパートの一室に侵入し、カモの妻である美咲に暴行を加え、その様を目撃し泣き叫んだ娘の里奈に殺意を抱き、2人を惨殺する。
警察官僚の息子であったため事件自体が揉み消されそうになり、本人も事件を起こしたことを悪びれる様子を全く見せずにコンビニに煙草の買い出しに行くが、その帰りにカモに刺殺される。のちに表向きは行方不明扱いで処分される。
加藤 真理江（かとう まりえ）
10 - 14話に登場。決して裕福ではない家庭で育ちながらも、大学受験や上京しての就職を経て結婚、出産と順風満帆な人生を送る。しかし、それらの人生を1人で乗り越えてきた自負から人一倍自尊心が高く、内心では他人を見下していた。物事が思い通りに進んだ際に不敵な笑みを浮かべる癖がある。そのプライドの高さゆえに娘の通う幼稚園の母親たちからは疎まれ、夫婦関係でもすれ違いが出始めるなど徐々に理想と現実のギャップが生じ、精神を病む。自分の娘だけが誕生会に呼ばれなかったことを「自分の人生をバカにされた」と解釈しそれを引き金として肥大化した自尊心を保とうと娘の友達を「かくれんぼ」と称して山林へ連れて行き、そこで首を締めて殺害する。その後逮捕され裁判の一審二審では無期懲役となるも、最高裁で心神耗弱を理由に減刑され懲役8年となった。
出所後、殺害された女児の母親から依頼を受けたカモたちが自宅を訪れた際はほぼ廃人同然となっており、抵抗することなく捕らえられる。本人も自ら死を望んでおり、制裁を加えられようとする間際に「早く死んで楽になりたい」と発言し、それを見かねた依頼人に「死んで楽になると言うのならそうはさせない」、「苦しみながら生きていけ」と吐き捨てられ、そのまま制裁されずに解放される。
榊ヨシ江の養子たち
19-25話に登場する榊ヨシ江の5人の養子。ヨシ江と同様の手口で関係のない家族に取り入り洗脳することで財産を搾取し、最終的に口封じや保険金などを得るために殺害するなどヨシ江以上に残酷な方法を取っていた。
榊 奈緒子（さかき なおこ）
39歳。左腕に口の付いたトイレットペーパーが嘔吐する様の奇怪な刺青を入れている。他の4人と違い以前の経歴は不明ながらグループのリーダー格で、企画・立案・洗脳・拷問。
ヨシ江と連絡が取れなくなったことから養母の身に何かあったことを察し、かつてヨシ江が支配していた家族やカモたちと交流のあった愛美やその家族に巧妙な手口で脅迫を行い、カモたちの所在を突き止め復讐しようとする。カモ達の所在を突き止めた後は久文、華代と共にカモメ古書店に侵入するが、事前に愛美から事の次第を聞き、既に臨戦態勢に入っていたカモ達に待ち伏せされて逆に捕らえられる。
カモたちの所在を聞き出す過程で愛美の父親を殺害し、「お前のせいで父親は死んだ」「母親を殺されたくなければ情報を吐け」と冷酷な脅しをしていたことからカモの怒りを買い、「加害者には後悔も反省も望んでいない。ただ消えてほしいだけだ。」と告げられ、拘束されたまま鑢で足の先から頭部が無くなるまで身体を削られる凄惨な拷問を受け死亡した。
榊 久文（さかき ひさふみ）
榊ヨシ江の養子の一人で斜視。47歳。元会社役員で、企画・立案・尻拭い担当。利益よりもカモ達への復讐に傾倒する奈緒子に苦言を呈するも渋々従いカモメ古書店に侵入するが、その際にカモに殴られ気絶し、その後首を切断され殺害される。頭部は奈緒子への見せしめに利用されている。
榊 華代（さかき はなよ）
榊ヨシ江の養子の一人。26歳。元女子プロレスラーでトラを組み伏せるほどの格闘能力を持つ。拉致・監禁・暴力担当。カモメ古書店に侵入した際にトラとのもみ合い中に鉄板入りブーツを履いたカモに喉を蹴られ喉が潰れそのまま窒息死する。
榊 哲（さかき てつ）
榊ヨシ江の養子の一人。33歳。元詐欺師で詐欺・脅迫担当。作戦では嘘を含ませた話術で標的となった家族に取り入る役割を担っている。元々ヨシ江の復讐に拘る奈緒子との間に温度差が生じており、子供を脅して殺害も辞さない姿勢になった奈緒子に対し「自分の美学に合わない」とキッパリ言い切り、以降は奈緒子に加担せず車内で待機していたため、葉介と共に生き延びる。その後は葉介の今後を気にし、足を洗うことを決意している。
榊 葉介（さかき ようすけ）
榊ヨシ江の養子の一人。養子の中では最年少の19歳。元引きこもり。情報収集・機械担当。当初は無口かつ何事にも無関心で黙々と役割をこなしていたが、監視役として愛美と接するうちに情が移ってしまい、哲同様愛美を犠牲にしたくないゆえにカモメ古書店侵入時は監視に回ったため、哲と共に生き延びる。哲からは足を洗うことを促されるも、アウトローな世界でフィクサーとして生きることを決めていた。
滝谷（たきや）
31 - 33話に登場するトラック運転手。典型的な指示待ち人間であり、指示を与えられていないことに関しては自分に非はなく、指示を与えていない人間の責任だと考えている。トラックの運転中にスマホをいじり、よそ見から男児を撥ね死亡させる事故を起こす。
逮捕された直後は「あの出来事はただの事故だから自分は悪くない」と開き直った態度を取るなど反省の素振りは全く見せていなかったが、留置所での生活を送るうちに少しずつ贖罪の念が芽生えはじめ、出所後に自身が起こした事故のニュースを見て事の重大さに気付くようになり、遺族に謝罪することを決意する。しかし、その際中に死亡した男児の遺族から依頼を受けたカモ達に捕らえられ、涙ながらに遺族に直接会って謝罪したいと訴えるが聞き入れられずに殺害される。
作中に登場した加害者の中では、唯一カモ達に捕えられる前に己の罪を認め、反省していたが全ては手遅れだった。
逆巻 良人（さかまき よしと）
36 - 41話に登場する居酒屋チェーン店「常勝至高」オーナーの男。所属する社員やアルバイトに対して労働基準を大幅に逸脱した勤務超過や賃金未払いを強いているが、理想と夢を語る飴と鞭や高い意識を社員達に洗脳同然のやり方で刷り込み、同調圧力に反対意見すら言い出せない職場環境を作った。「能力のある者とない者を同等に扱うのはそれこそ不平等」との持論を持つ徹底した能力至上主義で、仕事が出来なければ有無を言わさずとことん冷遇しパワハラ紛いの言動をとっていた。そういった対応に反論する者や過酷な勤務形態の見直しを訴える者がいたとしても、オーナーの立場を利用したパワハラや脅し、理詰めによる言葉を並べ立て屈服させていた。
勤務形態の見直しを求めた男性社員に対し他の社員の勤務超過分を全て押し付けて冷遇し、疲労でミスが多くなる男性社員にヤクザ紛いの恫喝や自身の立場を利用して卑劣な脅し行ったことで自殺に追いやった。
男性社員の母親から依頼を受けたカモ達が「被害者の無念」を探る名目で潜入捜査し、上記の社員達に対するパワハラなどが判明した。その後カモ達に捕らえられ、今までの行為の代償に舌を切り取られる制裁を受ける。男性社員やその母親の無念とのバランスを考慮したカモに命を奪われることはされず、「次やったら殺す」と脅されて解放される。
尼崎 京子（あまさき きょうこ）
47 - 49話に登場する老齢の女。57歳。息子と2人暮らしをしているが他人に対して支離滅裂で攻撃的な言動を取り、些細な理由で周辺住民とトラブルを起こす精神異常者。息子とは親子関係に止まらず、性的な関係まで持っていた。数十年に渡り目を付けた住民に対してわざと騒音を立てたり汚物の撒き散らし、ペットの惨殺など陰湿かつ悪質な嫌がらせを行っており、度々警察に相談が入るも直接的な証拠がないことから事件になることなく現在に至っている。また、現在までに周辺で子どもから大人数人が行方不明になっており、殺人にも手を染めていたことがカモの調査によって示唆されている。
自宅の隣に建つマンションとそこの住民達を目の敵にしており、敷地内に汚物を撒き散らす、組合長である太田の飼い猫を惨殺するなど悪質な嫌がらせを行う。抗議に赴いた太田をトラブルの末に事故死させ、その後もマンションに対して嫌がらせを延々と行っている。
関わった住民が悉く不幸になっていく現状を見かねた尾賀から依頼を受けたカモたちに息子共々捕らえられる。上記のトラブルに対して証拠はなく罪もどれ程のものか分からないとしながらも「お前達が生きている限り近隣住民に平和は訪れない」と判断したカモにより上半身の皮膚を剥がされる。その後、人気のない山中に放置され、感染症による死か動物や虫の餌になる末路を辿る。
東 幸則（あずま ゆきのり）
50 - 52話に登場する男。32歳。元はアイドルをしていた依頼人のファンでSNS上でしつこく絡んでいたが、依頼人から冷たい対応をされた逆恨みからアンチに転身し、ネット上に様々な誹謗中傷を投稿し依頼人が炎上するきっかけを作った。その後の炎上に直接関わっていないがネットユーザーによる個人情報の特定が行われ、依頼人とその家族のあらゆるプライバシーが侵害された結果、一家離散へと追いやった。
依頼人から相談を受けた朝食会の調査により個人が特定された後、復讐プランとして両手指の切断および個人情報をネットに晒すことで二度とネットができないようにするプランが提示されるが、それを聞き入れず独断で行動した依頼人にバットで撲殺される。その後死体や部屋の証拠は朝食会関係の特殊清掃員が秘密裏に処理している。
中野殿 江尚（なかのどの えなお）
53 - 57話に登場するフリーライターの男。35歳。女性との恋愛や性行為などの経験がほとんどないことから女性に対して歪んだコンプレックスを抱いており、日々の鬱憤や欲求不満を溜め込んでいた。自身の性器にもコンプレックスを感じており、そのことも女性に対する歪んだ考えを助長していた。
ある日、溜め込んでいた鬱憤が突然爆発し偶然出会った女子大生を脅して自宅へ連れ込みレイプしようとするが、上記のコンプレックスなどが原因で性行為におよばず未遂に終わる。その後、警察への発覚を恐れ女子大生を監禁しながらのなし崩し的な同棲生活を送るが、逃げる素振りを見せないばかりか歩み寄りを見せる女子大生に対し好意を寄せるようになる。
コンプレックス解消のため手術を受け、その後女子大生と性行為を行う事を目指すが女子大生の両親から相談を受けていた警察に自宅が特定されたことで逮捕され、監禁罪に問われ懲役2年となった。
逮捕後でも被害者の女子大生が温情的かつ庇うような証言をしていたことから、身体だけでなく洗脳で人格も侵害されたとして女子大生の父親がカモたちに依頼するが、レイプが未遂に終わっていることや被害者本人が復讐を望んでいないことからカモは依頼を受けることをしなかった。出所後、引っ越していた被害者の場所を調べ会いに行くが、新たな恋人と同棲し幸せそうな笑顔を見せる被害者を見たことで、そもそも自身のやり方が間違っていたことを悟り被害者と再会することなく去って行く。
源心 (げんしん)
61 - 65話に登場する住職の男。住職という立場でありながら金の亡者であり檀家や喪主からお布施、戒名代として法外な金額を巻き上げていた。前住職から強引な形で住職を継いでいるが全ては計画的なもので、住職となったのも宗教法人に付与される非課税措置による節税が目的であり信仰心は皆無で、荒稼ぎした金で豪遊の限りを尽くしていた。
前住職に恩のあるカモが事情を知り、カモからトラに依頼をする形で復讐がされることとなった。カモとトラによって拘束された後、作業用クレーンに吊るされ身体中の関節を外されるという拷問を受ける。最終的にはそのまま放置され、通常の身長よりも倍にもなった状態で死亡する。
ニューハーフ殺人犯
71 - 73話に登場する女。大手企業に勤める夫と結婚し結婚生活を送っていたが、結婚5年目にして夫がニューハーフと浮気してしまいそれをきっかけとして凶行におよんだ。頭に血がのぼると攻撃的かつヒステリックになってしまうきらいがあり、夫からはその性格が浮気の原因であると指摘されていた。
夫の心が自身から完全に離れていることを感じた加害者は浮気相手のニューハーフ宅を訪れ、有無を言わさず包丁でめった刺しにして殺害した後さらに乳房や陰部を切り刻むという遺体損壊を行った。この後に逮捕されるが被害者の死因が暴行中における心筋梗塞であったため、包丁による傷害との因果関係が立証できず傷害と死体遺棄の罪でわずかな刑期となった。
出所後も夫とは結婚生活を続けていたが、自身の犯行について原因は夫にあるとして責任を押し付け、さらに自分はむしろ被害者であることを強調し一切の反省の態度は見せなかった。その後、被害者の同僚に依頼を受けたカモとトラに捕らえられる。己の非業を棚に上げ、女である自分に手をあげる事を責めるも、カモには聞き入れられる事なく殺害される。
田神（たがみ）
82 - 83話に登場する男。意固地かつ執念深い性格をしており、それが災いして仕事や私生活での些細なトラブルをきっかけとして精神的に不安定な状態であったが、そんな自分にも妻がいること、400万の貯蓄があることを支えとして精神の均衡を保っていた。
しかしある日妻が貯蓄を持ち逃げし浮気相手の元へ走ったことで精神の均衡が崩れ、探偵を使って妻の居所を突き止めた後に「400万持っていったから400万回刺す」という理由で妻を滅多刺しにして殺害した。その後は殺人罪で逮捕、起訴され刑期15年となった。出所後、「400万回刺す」という宣言を続行するため、元妻の墓石に対して回数を数えながら包丁を突き立てるという異常な執念深さを見せ、器物破損で再び逮捕された。
復讐を依頼する者がいなかったため、カモ達と関わることはなかった。
トラの母親死亡の加害者
108 - 111話に登場する男。数年前、車でトラの母親からバッグを奪った際に、トラの入院治療費が入っていたため、追い縋る母親を乱暴に振り払い、結果死に追いやった張本人。その後は裁判にて刑期7年が確定し服役していたが108話の時点で出所する。実は桜内の腹違いの弟でもある。
出所の報を聞いたトラが単独で自宅を訪れ復讐されそうになるが、居合わせた桜内と共に涙ながらに謝罪した事で思い止まったトラに見逃され、桜内に街を離れ一からやり直すよう諭される。しかしその道中で密かに出所の報を聞きつけていたカモにベルトで絞殺されてしまい、遺体も秘密裏に処理される。

## 用語
復讐屋
カモとトラが二人で行っている復讐代行業。警察や一部の市民に存在が知られており、警察官の一部は「どうしても耐えられなければここに行くといい」と勧める者もいる。
法の壁により十分な刑罰が下っていない犯罪者や、行いを反省せずのうのうと生活を送る悪人に対し泣き寝入りを強いられている被害者などの依頼人に代わり、様々な方法で加害者側へ復讐を行っている。
依頼料は取るが額は決まっておらず、依頼人が払える分だけ受け取る形となっている。カモ曰く「依頼を受けるかは気分次第」らしいが、作中で依頼を断っている姿は殆ど見られず、小学生からの「学校で飼っていたウサギの敵討ち」依頼を「お小遣い3カ月分」の依頼料で受けたこともある。
トラが加害者を捕縛し、カモメ古書店内のガレージへ移動したところでカモが手を下す手順が基本となっている。復讐内容は依頼人の意向に沿うものの、大体の場合はカモの裁量で決めており、被害者の被った苦痛以上のことを凄惨な拷問で体感させて殺害し、死をもって加害者に償わせている。希に命を奪わないこともあるが、そのほとんどは社会的に再起不能な状態になるまで身体的、精神的に痛めつけている。
カモメ古書店
カモが店主を務める古本屋。元々は彼の父親が経営していた。表向きは普通の古本屋だが復讐代行の玄関口的な役割で、依頼はまずこの店を訪れて店番のカモに支払い可能な依頼料の上限を伝えて打診する。多くは古本をレジへ差し出してカモに「この本、お幾らですか」と値段を尋ねてカモが「いくら出せるの?」と聞き返すが、直接「復讐を依頼したい」と話しかける依頼者もいる。その後、居間でカモとトラの2人に復讐対象との関係や復讐の内容を話したのちに2人が着手する。
依頼料で生計を立てているようであり、本の売上自体はあまり良くないようである。『善悪の屑』37話ではそのことを嘆いている描写がある。
朝食会（ブレックファストクラブ）
『善悪の屑』27話から登場した復讐支援業。十分な罰が下っていない加害者に非合法で制裁を加える点は復讐屋と同様だが大きな違いとして依頼者本人に復讐をさせる点がある。
鶴巻が加害者を捕縛して人気のない倉庫などに移動するところなどは変わらないが、依頼者本人に凶器を持たせた上で直接制裁を下させ、その後の始末は朝食会が引き受ける。
加害者に対しては問答無用かつほぼ自分達の判断で制裁を加える復讐屋と違い、加害者の犯した罪と被害者の苦しみとのバランスを取ることを重視している。
組織の規模は不明であるが少なくとも関東各県に支部が存在し定期的に支部長による定例会が行われている他、海外にも支部があることが示唆されている。非合法の組織であるため、各支部長同士でも本名や個人情報は互いに教えず詮索もしないなど徹底したルールがある。復讐屋とはほぼ同業者ではあるが、お互いの復讐に対する考えの違いから相容れず、ライバルのような存在となっている。なお「ブレックファストクラブ」という読みは榎が独断で使用している。

## 反響
2016年2月に、単行本第4巻が「猟奇的で残虐」「私刑を正当化している」などの理由で東京都青少年の健全な育成に関する条例に基づく不健全図書に指定されたが、5月ごろから単行本と電子版ともに販売が好調である。music.jpの電子書籍セールス集計で、5月以降は常に上位で、BookLiveのハンディコミックで2016年年間ランキング1位となる。電子版は女性読者の支持も一定程度見られ、BookLiveは被害女性に代替した復讐が同意を得たと分析した。

## 書誌情報
- 渡邊ダイスケ 『善悪の屑』 少年画報社〈ヤングキングコミックス〉、全5巻
  1. 2014年7月14日発売[22]、ISBN 978-4-7859-5333-1
  2. 2015年4月27日発売[23]、ISBN 978-4-7859-5531-1
  3. 2015年8月24日発売[24]、ISBN 978-4-7859-5609-7
  4. 2015年12月28日発売[25]、ISBN 978-4-7859-5691-2
  5. 2016年4月25日発売[26]、ISBN 978-4-7859-5768-1
- 渡邊ダイスケ 『外道の歌』 少年画報社〈ヤングキングコミックス〉、全15巻
  1. 2016年8月8日発売[27]、ISBN 978-4-7859-5837-4
  2. 2016年12月26日発売[28]、ISBN 978-4-7859-5930-2
  3. 2017年4月24日発売[29]、ISBN 978-4-7859-6000-1
  4. 2017年8月28日発売[30]、ISBN 978-4-7859-6061-2
  5. 2017年12月25日発売[31]、ISBN 978-4-7859-6141-1
  6. 2018年6月11日発売[32]、ISBN 978-4-7859-6218-0
  7. 2018年11月26日発売[33]、ISBN 978-4-7859-6336-1
  8. 2019年4月22日発売[34]、ISBN 978-4-7859-6423-8
  9. 2019年9月24日発売[35]、ISBN 978-4-7859-6522-8
  10. 2020年2月25日発売[36]、ISBN 978-4-7859-6616-4
  11. 2020年8月24日発売[37]、ISBN 978-4-7859-6732-1
  12. 2021年4月26日発売[38]、ISBN 978-4-7859-6900-4
  13. 2021年12月27日発売[39]、ISBN 978-4-7859-7058-1
  14. 2022年6月27日発売[40]、ISBN 978-4-7859-7158-8
  15. 2023年3月13日発売[41]、ISBN 978-4-7859-7337-7
- 渡邊ダイスケ（原作）・ 永田諒（作画） 『園田の歌』 少年画報社〈ヤングキングコミックス〉、全6巻
  1. 2018年11月26日発売[42]、ISBN 978-4-7859-6337-8
  2. 2019年9月24日発売[43]、ISBN 978-4-7859-6523-5
  3. 2020年5月11日発売[44]、ISBN 978-4-7859-6667-6
  4. 2020年12月14日発売[45]、ISBN 978-4-7859-6820-5
  5. 2021年7月12日発売[46]、ISBN 978-4-7859-6947-9
  6. 2022年2月28日発売[47]、ISBN 978-4-7859-7086-4
- 渡邊ダイスケ（原作）・ 小林拓己（作画） 『朝食会』 少年画報社〈ヤングキングコミックス〉、既刊8巻（2024年8月26日現在）
  1. 2020年11月30日発売[48]、ISBN 978-4-7859-6807-6
  2. 2021年5月24日発売[49]、ISBN 978-4-7859-6917-2
  3. 2021年12月13日発売[50]、ISBN 978-4-7859-7035-2
  4. 2022年6月27日発売[51]、ISBN 978-4-7859-7162-5
  5. 2022年12月26日発売[52]、ISBN 978-4-7859-7299-8
  6. 2023年6月26日発売[53]、ISBN 978-4-7859-7426-8
  7. 2023年12月25日発売[54]、ISBN 978-4-7859-7564-7
  8. 2024年8月26日発売[55]、ISBN 978-4-7859-7750-4
- 渡邊ダイスケ（原作）・ 大羽隆廣（作画）『近野智夏の腐じょうな日常』少年画報社〈ヤングキングコミックス〉、既刊6巻（2025年4月28日現在）
  1. 2023年7月24日発売[56]、ISBN 978-4-7859-7443-5
  2. 2023年11月13日発売[57]、ISBN 978-4-7859-7525-8
  3. 2024年3月11日発売[58]、ISBN 978-4-7859-7617-0
  4. 2024年7月22日発売[59]、ISBN 978-4-7859-7710-8
  5. 2024年12月9日発売[60]、ISBN 978-4-7859-7823-5
  6. 2025年4月28日発売[61]、ISBN 978-4-7859-7918-8

ベスト版
『善悪の屑』のエピソードを抜粋した再編集版。「クソ屑プロファイリング」と題して登場人物のプロフィールやその人物が犯した罪に本来適用されるはずの量刑が紹介されている。
- 渡邊ダイスケ 『外道の歌』 少年画報社〈ヤングキングベスト〉
  1. 「カモとトラ編」2016年8月8日発売、ISBN 978-4-7859-5838-1
  2. 「殺人編集者 園田編」2016年12月26日発売、ISBN 978-4-7859-5931-9

## 実写映画
白石晃士が監督を務める形で実写映画版が2019年に公開予定だったが（当初のタイトルは『外道の歌』）、2019年2月1日に主演の新井浩文が強制性交容疑で逮捕されたため、製作・配給の日活が2月8日に公式サイト上で公開中止を正式に発表した。なお、新井は映画の公開中止決定後に実刑判決を受けている。

### キャスト（実写映画）
- 鴨ノ目武：新井浩文
- 島田虎信：林遣都
- 奈々子：馬場ふみか

### スタッフ（実写映画）
- 原作：渡邊ダイスケ
- 監督：白石晃士
- 脚本：城定秀夫
- 製作・配給：日活

## Webドラマ
2024年12月6日にDMM TVで『外道の歌』のタイトルで配信。

### キャスト（Webドラマ）
- 鴨ノ目武：窪塚洋介
- 島田虎信：亀梨和也
- 開成奈々子：南沙良[79]
- 鴨ノ目士郎：杉本哲太[80]
- 開成浩：夙川アトム[80]
- 開成信子：酒井美紀[80]
- 大高香織：菊地姫奈[80]
- 長久保豊：前原瑞樹[80]
- 大高静江：赤間麻里子[80]
- 沙羅：蓬莱舞[80]
- 佐久間舞：寺本莉緒[81]
- 梨々香：川床明日香[81]
- SEIRA：安斉星来[81]
- 園田夢二：森崎ウィン[82]

### スタッフ（Webドラマ）
- 原作：渡邊ダイスケ『外道の歌』（少年画報社）
- 監督：白石晃士
- エグゼクティブプロデューサー：久保田哲史
- 主題歌：クリープハイプ「生レバ」（UNIVERSAL SIGMA）[83]